# MUDr. Romantik
MUDr. Romantik (v korejském originále 낭만닥터 김사부, Nangmandaktcho Kim Sa-bu) je jihokorejský televizní seriál vysílaný stanicí SBS TV, v hlavní roli se představil Han Sok-kju. První řada se vysílala od 7. listopadu 2016 do 16. ledna 2017, druhá pak od 6. ledna do 25. února 2020. Třetí závěrečná řada se vysílala od 28. dubna do 17. června 2023.

## Obsazení
| Han Sok-kju  | Kim Sa-bu     |
| Ju Jon-sok   | Kang Tong-džu |
| So Hjon-džin | Jun So-džong  |
| An Hjo-sop   | So U-džin     |
| I Song-gjong | Čcha Un-dže   |
| Kim Ču-hon   | Pak Min-guk   |